# Así que pasen cinco años
Así que pasen cinco años es una obra de teatro en tres actos, que plantea una historia sobre amor y muerte, concluida por Federico García Lorca el 19 de agosto de 1931, dándose la trágica circunstancia de que justamente cinco años después sería asesinado su autor. Forma parte junto a El Público y la Comedia sin título del llamado "teatro imposible" de Lorca, en el que prima un lenguaje fuertemente influenciado por el surrealismo. 
Camarón de la Isla publicó en 1979 el disco La leyenda del tiempo, que fue como Lorca subtitulara la obra, en homenaje al poeta granadino. El tema principal, que daría nombre al disco, pone música al monólogo con el que se presenta el personaje del Arlequin. El disco se convertiría en uno de los iconos de la historia del flamenco, y la canción fue considerada la cuarta mejor de la historia del Pop/Rock español.

## Personajes
Joven
Criado
Viejo
Mecanógrafa
Niño muerto
Gata muerta
Amigo I
Amigo II
Novia
Jugador de rugby
Criada
Padre de la novia
Maniquí del traje de novia
Arlequin
Payaso
Muchacha
Máscara italiana
Los tres jugadores de cartas

## Argumento

### Acto primero
En una Biblioteca, la Mecanógrafa declara su amor, no correspondido, al Joven que conversa con el Viejo. Irrumpen en la escena el Amigo 1.º, fanfarrón y mujeriego y el Amigo 2.º que desearía descumplir años, así como dos personajes inquietantes que transitan en otra dimensión: el niño muerto y la gata muerta.

### Acto segundo
Tras una escena de amor con el Jugador de Rugby, la Novia, el Joven llega, por fin, cinco años después a su encuentro, ante el disgusto del "Padre" de ella y el profundo dolor del Joven. Este, habiéndose la Novia fugado con el Jugador de Rugby, sigue el consejo del Maniquí del traje de novia -personaje metafórico- que lo convence para que busque y ame a la Mecanógrafa, ante la adversidad del viejo.

### Acto tercero
En un bosque, la Mecanógrafa cuenta una versión contraria de lo sucedido a la Máscara: que abandonó al Joven, pese a los lamentos de él, un día de tormenta, cuando la portera acababa de perder a su hijo -el Niño muerto-. El Joven, tras mantener una lucha dialéctica con Arlequín y Payaso, se reúne por fin con la Mecanógrafa, pero ella condiciona su unión al transcurso de otros cinco años. De regreso a su casa, el Joven pregunta al Criado que lo acompañaba en el primer acto por los desagradables cambios que percibe en la casa con el paso del tiempo. Recibe la visita los tres Jugadores de cartas -metáfora de las parcas- que le vencen en el juego y le arrebatan el as de corazones y con él la vida.

## Representaciones

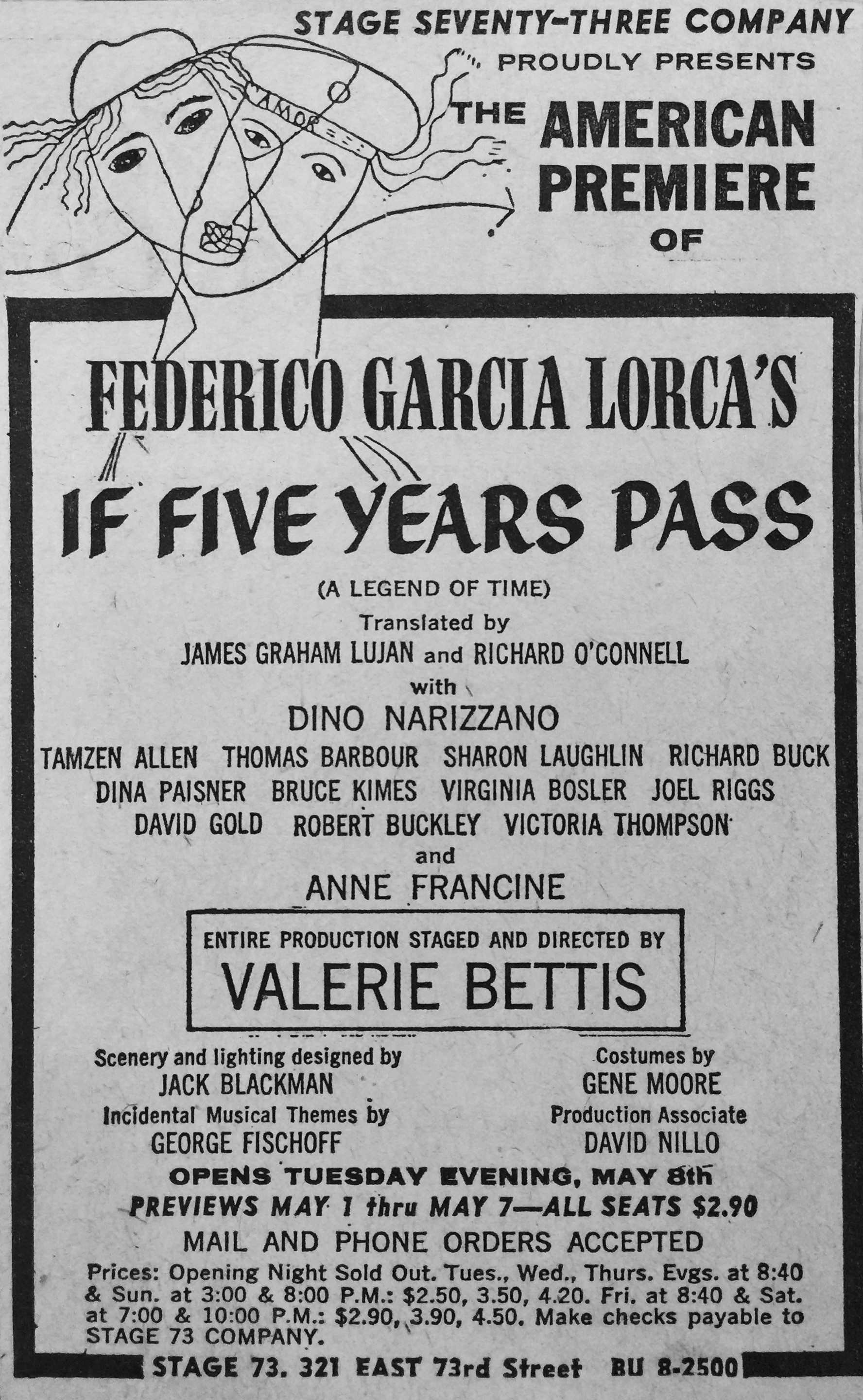

La obra se consideró, en un principio irrepresentable, y el autor introdujo algunos cambios. Pese a que en 1936 se ensayó para ser estrenada en octubre de ese año, el estallido de la Guerra civil española lo impediría. La obra, pues, no se estrenó hasta 1959, en el Teatro Recamier de París, con puesta en escena de Marcelle Auclair, vestuario y decorados de Raymundo de Larrain e interpretación de Laurent Terzieff. En cuanto a la primera puesta en escena del texto completo en español, quizá fuera la que Julio Castillo presentó en el Teatro Zócalo de México D. F. el 1 de julio de 1969.
La obra se representó por primera vez en España en marzo de 1975 por los alumnos del Liceo Francés de Madrid y, se estrenó comercialmente en el Teatro Eslava el 19 de septiembre de 1978, con dirección de Miguel Narros e interpretada por Guillermo Marín,  Esperanza Roy,  Helio Pedregal, María Luisa San José y Carlos Hipólito entre otros.
La segunda puesta en escena en España la llevó a cabo el director Álvaro Custodio, antiguo miembro de La Barraca, y tuvo su estreno el 23 de diciembre de 1985 en el Real Coliseo Carlos III en San Lorenzo de El Escorial. Algunos meses después se presentó el montaje de Atalaya Teatro con la dirección de Ricardo Iniesta, estrenado en el Teatro del Círculo de Bellas Artes de Madrid en septiembre de 1986. Carmen Gallardo fue elegida actriz revelación del año en Madrid por su interpretación de varios personajes. El montaje recorrió 33 provincias españolas entre 1986 y 1988.
En abril de 1989 se realizó una nueva puesta en escena dirigida por Narros e interpretado entre otros el cartel Carlos Hipólito, Helio Pedregal, Pastora Vega, Cristina Marcos, Ángel de Andrés, Ana Labordeta y Manuela Vargas, entre otros.
En 1994 la llevaría a escena nuevamente Atalaya Teatro, con la dirección de Ricardo Iniesta, estrenada en el Centro del Instituto Cervantes de Tánger (Marruecos).
En 1998 sería el turno de Joan Olle. Estrenada en el Festival Grec, de Barcelona, destacaban en el elenco Laia Marull, Alex Rigola y Marc Martínez.
En abril de 2016 se estrena en el Teatro Valle-Inclán de Madrid, en coproducción del Centro Dramático Nacional con Atalaya Teatro y bajo la dirección de Ricardo Iniesta, una nueva versión con la participación de Carmen Gallardo y Jerónimo Arenal entre otros.